# Banco Davivienda
Die Banco Davivienda S.A. (deutsch wörtlich übersetzt „Bank Gibt Wohnraum AG“) ist die drittgrößte Bank in Kolumbien und Teil der internationalen Grupo Bolivar. Sie wurde 1972 in Bogotá gegründet und hat Niederlassungen in Panama, Costa Rica, Honduras, El Salvador und Miami in den USA. 

## Unternehmensentwicklung
Zu Beginn ihrer Geschäftstätigkeit konzentrierte sich das Kreditinstitut zunächst auf die Wohnungsbaufinanzierung; später kamen Retail Banking, Corporate Banking und SME-Banking dazu. Das Unternehmen bietet Sparkonten, Einlagenzertifikate und Anleihen. Ihr Kreditportfolio besteht aus Leasing- und Hypothekenkredite, Verbraucherkredite, Autokredite, Kreditkarten (Exklusivvertretung von Diners in Kolumbien) und andere persönliche Darlehen. 
Die Bank erbringt Dienstleistungen für Einzelpersonen, Unternehmen und den ländlichen Sektor. Banco Davivienda hat etwa 10,3 Millionen Kunden, die sich auf 725 Filialen, über 2.000 Servicestellen Daviplata und rund 2.621 Geldautomaten auf regionaler Ebene in Kolumbien und international stützen können.
Banco Davivienda ist zu einer der beliebtesten Marken im Gedächtnis der Kolumbianer geworden. Seit 1973 besteht das Casita Roja („Rotes Häuschen“) als lustiges Logo und Markenzeichen der Bank. Im Laufe der Jahre wurde es zum Bestandteil des täglichen Lebens vieler Kolumbianer, weil die Bank landesweit als innovativ und solide angesehen wird. Die Entwicklung des Werbekonzeptes „en estos momentos su dinero puede estar en el lugar equivocado“, was so viel wie „im Moment könnte Ihr Geld an der falschen Stelle sein“ heißt, verdiente Auszeichnungen und Anerkennungen und war eine der erfolgreichsten Werbekampagnen Kolumbiens.

## Struktur
Zu den Tochtergesellschaften gehören der Finanzdienstleister Confinanciera S.A., und der Wertpapierhandel Davivalores. Ende 2012 erwarb die Bank Tochterunternehmen von HSBC in El Salvador (HSBC El Salvador), Costa Rica und Honduras für 801 Mio. US-Dollar.